# Pacifico da Cerano
Pacifico da Cerano, también conocido como Pacifico da Novara (Cerano, c. 1424-Sácer 1482), fue un teólogo, franciscano y beato italiano.
Nacido en Cerano, en la diócesis de Novara, Lombardía, ingresó en la orden franciscana en 1445, destacando por sus capacidades como predicador. Escribió una disertación en italiano titulada Somma Pacifica o Trattato della Scienza di confessare (Milán, 1479), sobre el arte de la confesión, obra de referencia para los sacerdotes católicos sobre el sacramento de la penitencia. 
Enviado por sus superiores a inspeccionar los conventos de la Orden en Cerdeña, falleció allí. Según sus deseos, sus restos mortales fueron trasladados a su ciudad natal. En 1745, el papa Benedicto XIV aprobó su veneración para la Orden Franciscana y la Diócesis de Novara. Su fiesta se celebra el 5 de Junio.

## Obras

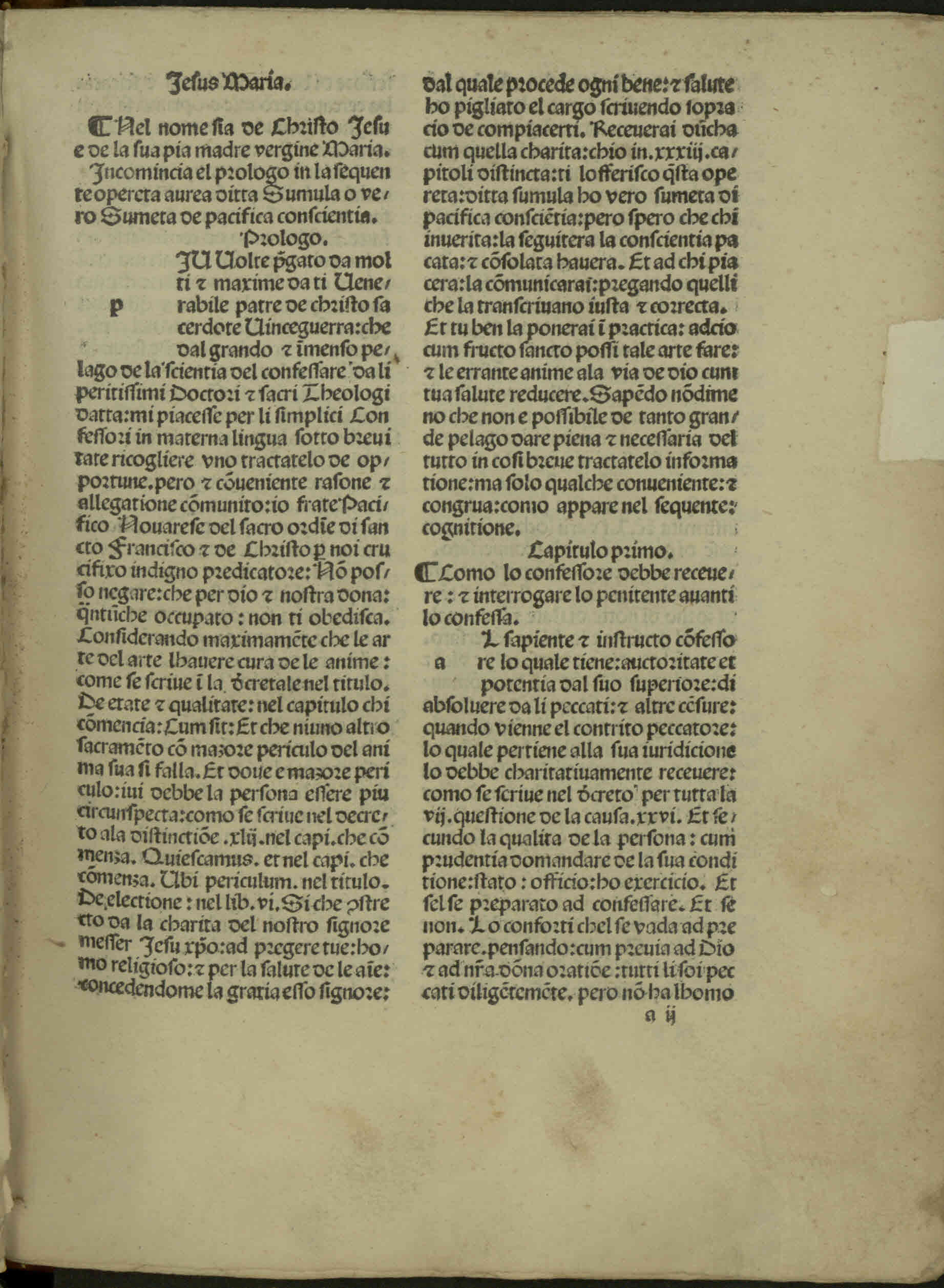

- Sommola di pacifica coscienza (en italiano). Brescia: Battista Farfengo. 1497 [1474].